# قائمة أنواع الموسيقى الليبية

## حرف أ
1. الياس
2. ابتهال ( دينية )

## حرف ب
1. بيت الطق
2. برهان ( البرهنة لصوفية )

## حرف ت
1. تدريجة ( خاصة للعريس )

## حرف ج
1. جر سواحلي

## حرف ح
1. حجاوي

## حرف ر
1. ريفي

## حرف ز
1. زمزامة

## حرف ش
1. شتاوى

## حرف ص
1. صوب خليل

## حرف ض
1. ضمة قشة

## حرف ط
1. طبيلة

## حرف ع
1. عقل

## حرف غ
1. غيطة
2. غلاء
3. غناوي العلم
4. غناوي رحى

## حرف ف
1. فراق

## حرف ق
1. قذارة

## حرف ك
1. كشك

## حرف م
1. مجرودة
2. مرهون
3. مالوف
4. موال الليبي
5. مرزقاوي ( المرسكاوي )
6. مدايح ( صوفية )
7. مناجات ( صوفية )
8. مهاجاة

## حرف ن
1. نجوع

## حرف و
1. وصاية ( صوفية )